# Yeshi Choedron
Yeshi Choedron aussi écrit Yeshi Choedon tibétain : ཡེ་ཤེས་ཆོས་སྒྲོན, Wylie : ye shes chos sgron (née en 1955) est une femme médecin et prisonnière politique tibétaine.

## Biographie
Yeshi Choedon a travaillé dans une clinique près de Norbulingka avant de prendre sa retraite puis s'est installée près de Ramoché.
Yeshi Choedon est arrêtée sans inculpation valable lors des manifestations des Tibétains à Lhassa en mars 2008. Depuis, les membres de sa famille n'ont pas le droit de la rencontrer.
Yeshi Choedon est accusée d'avoir fourni des renseignements jugés préjudiciables à l'État.
Yeshi Choedon est condamnée le 7 novembre 2008 à 15 ans d'emprisonnement et à 5 ans de suspension de ses droits politiques par le tribunal populaire intermédiaire de Lhassa pour avoir divulgué des secrets au monde extérieur lors des manifestations pacifiques à mars de l'année dernière. Elle est emprisonnée dans la prison de Drapchi.
Son état de santé serait fragile. Sa santé s'était détériorée dans la prison de Chushul, en périphérie de Lhassa, avant d'être transférée à l'hôpital de la police pour des soins d'urgence en 2012. Gravement malade en raison de tortures en prison elle est hospitalisée pour des soins d'urgence vers avril 2016.
Elle est la première personnalité à avoir reçu, en 2016, la Médaille du courage Tenzin Delek Rinpoché.